# Li chiamarono... briganti!
Li chiamarono... briganti! è un film storico del 1999 diretto da Pasquale Squitieri. 
Film a carattere revisionista, volto a raccontare un'altra versione dei fatti avvenuti durante il Risorgimento, in special modo nel Meridione, è incentrato sulle vicende di Carmine Crocco, uno dei più famosi capobriganti del periodo.

## Trama
Subito dopo l'unità d'Italia, il meridione è sconvolto da una guerra civile che vede il regio esercito italiano e la guardia nazionale impiegati contro bande di briganti, composte perlopiù da braccianti disperati ed ex militari del regno borbonico. Tra i rivoltosi si distingue Carmine Crocco, un popolano originario di Rionero, in Basilicata. Tornato al proprio paese, questi scopre che il potere ha sempre la stessa faccia: con il nuovo re Savoia, la situazione economica e sociale non è affatto cambiata e la classe dominante, in passato fedele al re Borbone, continua a mantenere i propri privilegi ed ha le mani libere per speculare ed opprimere la gente. Crocco, già ricercato per aver ucciso un uomo che aveva umiliato sua sorella, ha combattuto con Garibaldi, sperando di ottenere l'amnistia e l'arruolamento nella guardia nazionale come promesso dal nuovo governo. Ma la parola non viene mantenuta e Crocco viene arrestato ma con l'aiuto della Chiesa e di notabili legati al vecchio regime viene subito liberato.
Crocco è amareggiato per la promessa mancata del nuovo governo e gli esponenti legittimisti, vedendo in lui una grande dote di condottiero, lo convincono a diventare il capo della reazione antiunitaria. Sposando la causa dei Borbone, Crocco comanda una masnada composta prevalentemente da persone disagiate, da cui spiccano i suoi luogotenenti Ninco Nanco, Caruso e Filomena, un tempo consorte di un galantuomo locale e con la quale instaura un rapporto amoroso. Mentre Crocco e la sua armata conquistano e saccheggiano la zona del Vulture in nome del re Francesco II, il governo italiano incarica il generale Enrico Cialdini di eliminare il brigantaggio. Cialdini si distingue con metodi spietati: ordina sequestri di viveri e bestiame, la fucilazione immediata di chiunque sia in possesso di armi non denunciate e impone stermini ove non vengono risparmiati neanche i civili poiché accusati di complicità con i briganti. I suoi metodi estremi vengono contestati da un coscienzioso caporale ma ciò non distoglie Cialdini dal suo obiettivo. Cialdini verrà tuttavia sollevato dall'incarico per l'eccessiva brutalità e verrà sostituito dal suo pari grado Emilio Pallavicini.
Crocco riceve il generale spagnolo José Borjes, mandato dal generale borbonico Tommaso Clary per conto di Francesco II, con l'obiettivo di trasformare le sue bande in un vero e proprio esercito. Tra i due però i rapporti sono precari e, nonostante l'entrata trionfale a Melfi, il sodalizio durerà poco, poiché Crocco si sente sfruttato e strumentalizzato dal governo borbonico in esilio, decidendo così di interrompere la collaborazione con il generale e tornare nei boschi. Intanto Caruso sparisce all'insaputa di tutti, costituendosi al generale Pallavicini e sperando in un provvedimento di clemenza. Essendo a conoscenza dei nascondigli e delle strategie dei briganti, Caruso rappresenta un elemento essenziale per sconfiggere le bande e viene affidato al caporale per condurre i soldati italiani nei loro rifugi. Il tradimento di Caruso, nonché il voltafaccia dei notabili filoborbonici e della Chiesa che avevano incoraggiato e finanziato il brigantaggio, segnano la fine delle bande e Crocco, davanti ad una sconfitta inevitabile, è costretto a fuggire.

## Produzione
Benché sia ambientato nella zona del Vulture in Basilicata, il film fu girato in gran parte ad Artena, nella provincia di Roma. Altre riprese vennero effettuate presso la reggia di Caserta. Gli attori che interpretano la popolazione locale recitano in dialetto napoletano al posto dei dialetti vulturini. Il film è dedicato a Sergio Leone. Le canzoni sono cantate da Lina Sastri che interpreta tre brani: Briganti, La brigantessa, La profezia, con testo e musica di Luigi Ceccarelli. Il brigante Caruso viene chiamato erroneamente Michele, confuso con un altro brigante omonimo; in realtà il suo nome era Giuseppe.

## Distribuzione
Il film fu distribuito il 28 maggio 1999, accompagnato dalla seguente frase di lancio: «Se avessero vinto sarebbero ricordati come Villa, Zapata, Guevara. Ma furono sconfitti ed i vincitori li chiamarono Briganti». Il film ebbe breve durata nelle sale e venne ritirato dopo pochi giorni di programmazione. Le ragioni non sono mai state rese ufficiali. Benché per taluni la causa fu dovuta all'insuccesso al botteghino, per i sostenitori del revisionismo fu un'azione di censura. Il giornalista revisionista Lorenzo Del Boca disse al riguardo che «per ammissione unanime dei commentatori, è stato boicottato in modo che lo vedesse il minor numero di persone possibile». Il film rimase inedito sul mercato fino al 2011, quando venne pubblicato in DVD da CG Home Video. Nel 2015 fu trasmesso all'Ischia Film Festival, durante una serata dedicata al regista Squitieri, alla presenza di Enrico Lo Verso e Lina Sastri. Squitieri, impossibilitato a partecipare a causa di un incidente stradale, apparve in un breve videomessaggio.

## Accoglienza
Il film fu ricevuto in maniera perlopiù negativa da alcune testate giornalistiche. Alessandra Levantesi de La Stampa lo definì «insolito e stimolante per l’argomento», apprezzando la prova attoriale di Giorgio Albertazzi ma muovendo critiche alla recitazione di Claudia Cardinale e Carlo Croccolo. Roberto Nepoti su La Repubblica non gradì la regia: «Quel che manca al film, sfortunatamente, è proprio il respiro dell'epica. Malgrado i mezzi abbastanza larghi e l'abbondanza delle comparse, piani ravvicinati e primi piani predominano sulle inquadrature "larghe", soffocandole. Briganti! non ci risparmia neppure una dose di scene al rallentatore: a rischio, almeno in un caso (la strage degli innocenti fucilati per rappresaglia), di figurare in una futura antologia del kitsch». Enrico Magrelli di FilmTv espresse giudizi negativi sui dialoghi «apodittici e pedagogici, con un doppiaggio sgradevole». Marco Balbi di Ciak considerò la narrazione degli eventi storici «un'operazione molto discutibile» e le performance di Claudia Cardinale ed Enrico Lo Verso «danno il loro contributo senza troppa convinzione». Il film gode, invece, di grande popolarità negli ambienti revisionisti, in particolare affini alla corrente neoborbonica. Lo scrittore  Nicola Zitara lo giudicò «un racconto epico e appassionante».